# Prichard, Alabama
Prichard là một thành phố thuộc quận Mobile, tiểu bang Alabama, Hoa Kỳ. Dân số năm 2009 là 27576 người, mật độ đạt 421 người/km².